# نمل قرصي الدرقة قطبي جنوبي
نمل قرصي الدرقة قطبي جنوبي (الاسم العلمي:Discothyrea antarctica) هو نوع من النمل يتبع جنس النمل القرصي الدرقة من أسرة النملاوات القرناء.
وهو نمل مستوطن في نيوزيلندا. يوجد في الغابات الأصلية في جميع أنحاء البلاد.